# اسوان (دهانه)
اسوان یک دهانه برخوردی در ماه است.

## دهانه‌های اقماری
این دهانه ۲ دهانه اقماری دارد.
| Swann | عرض جغرافیایی | طول جغرافیایی | قطر          |
| ----- | ------------- | ------------- | ------------ |
| A     | ۵۲٫۹° N       | ۱۱۳٫۳° E      | ۱۵٫۰ کیلومتر |
| C     | ۵۲٫۸° N       | ۱۱۴٫۴° E      | ۱۹٫۰ کیلومتر |